# Minervois

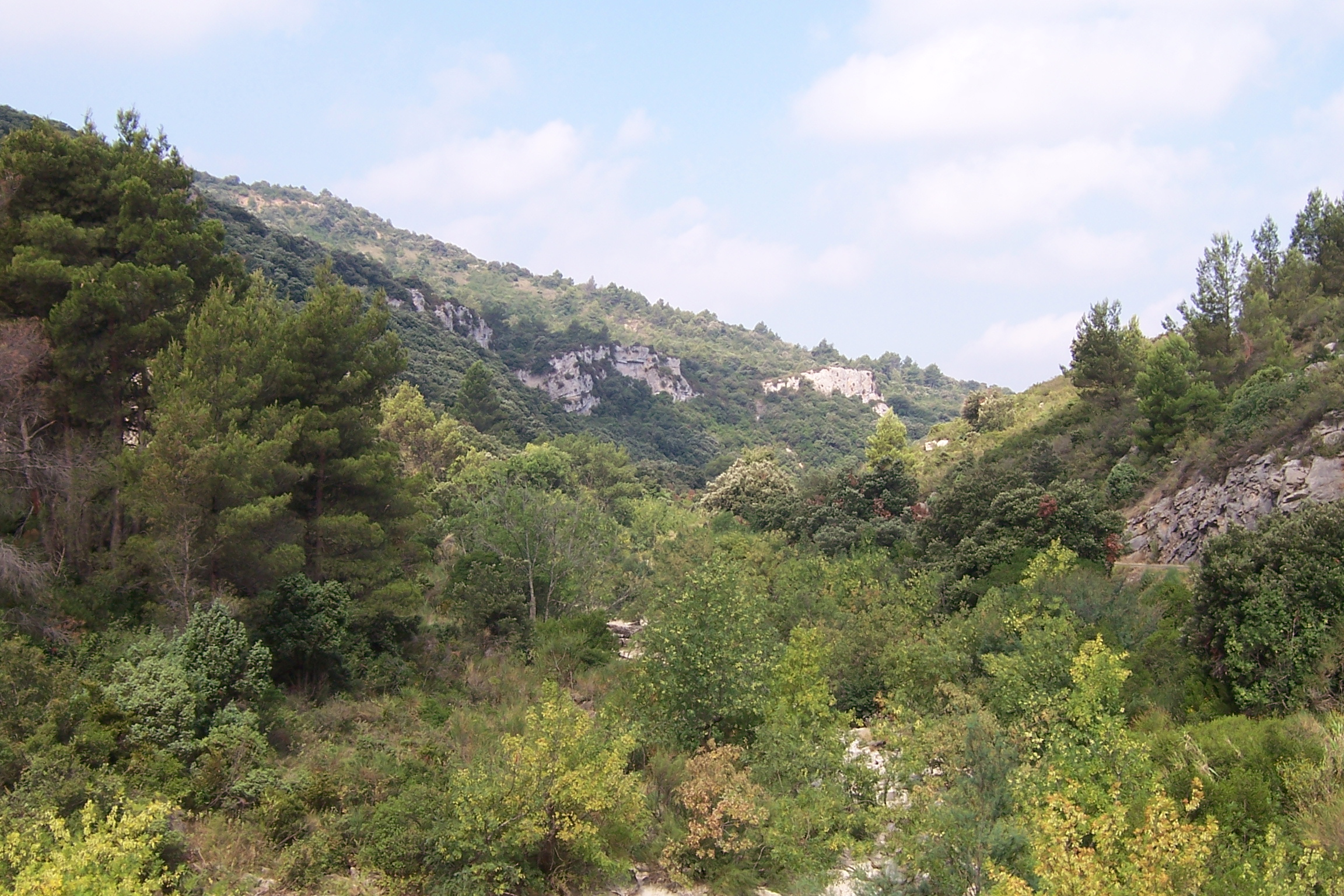
Paisaje de Hérault, en el Minervois

El Minervois (en idioma occitano original Menerbés) es una región natural de Francia situada en la región administrativa de Occitania, comprendiendo parte de los departamentos franceses de Hérault y Aude. 

## Etimología
Debe su nombre al pueblo de Minerve, clasificado entre Les plus beaux villages de France. En los orígenes del nombre existen controversias: provendría de la diosa romana Minerva, pero para otras fuentes y estudiosos no tendría nada que ver con la diosa  a pesar de la influencia romana en el desarrollo de la ciudad, sería una derivación de la raíz Men (la misma que en men-hir),  topónimo celta que expresa su situación geográfica, encaramada sobre la roca (como la numerosa toponimia romana que comienza por Roc o Roque).

## Geografía
Los límites son complicados de definir administrativamente, naturalmente se extiende  entre Narbona y Carcasona, colindando por la zona sur con la región natural de las Corbières y con la Montaña Negra en el norte. 
El Minervois está formado por colinas bajas en la vertiente meridional limítrofe con la Montaña Negra, en las que se encuentran cañones y gargantas formadas por la erosión de los ríos sobre la piedra caliza; en la zona meridional se halla atravesada por el Canal du Midi.

## Historia
Los orígenes del Minervois se encuentran en el Pagus Menerbensis hasta el siglo IX que comprendía todo el país en torno a Minerve.  
Posteriormente evolucionó pasando a ser el Vizcondado de Minerve, rindiendo homenaje a la familia Trencavel. Durante la cruzada albigense, los cruzados atacaron el Minervois y su capital natural, Minerve, tomada el 22 de julio de 1210 y quemando a 180 cátaros.
En 1907, la rebelión de los viticultores del Languedoc se originó en el Minervois, en Argeliers, con Marcelin Albert y los 87 de Argelièrs.

## Economía
El cultivo de vid y la producción de vino es su mayor recurso económico, ostentando la denominación de origen AOC Minervois. Otra fuente económica de la región es el cultivo de olivares y producción de aceite de oliva.